# Signe Carstens
Signe Carstens (født 7. marts 2002) er en dansk fodboldspiller, der spiller midtbanespiller for Fortuna Hjørring i Gjensidige Kvindeligaen.
Hun er tvillingesøster og holdkammerat med Mathilde Carstens.
Hun deltog desuden ved U/17-EM i fodbold for kvinder 2019 i Bulgarien, hvor holdet dog ikke nåede videre fra gruppespillet. Hun har spillet 8 U/19-landskampe.